# Himalaphantes magnus
Himalaphantes magnus là một loài nhện trong họ Linyphiidae.
Loài này thuộc chi Himalaphantes. Himalaphantes magnus được Andrei V. Tanasevitch miêu tả năm 1987.